# Missiriac
Missiriac település Franciaországban, Morbihan megyében. Lakosainak száma 1192 fő (2022. január 1.). Missiriac Caro, Ruffiac, Saint-Laurent-sur-Oust, Saint-Congard, Malestroit és Saint-Marcel községekkel határos.

## Népesség
A település népességének változása:
| Lakosok száma | 664  | 880  | 920  | 1050 | 1092 | 1124 | 1145 | 1155 | 1167 | 1192 |
|               | 1968 | 1982 | 1990 | 2006 | 2013 | 2015 | 2017 | 2019 | 2020 | 2022 |